# 小行星2225
小行星2225（2225 Serkowski）是一颗围绕太阳公转的小行星。1960年9月24日，C. J. 万·豪敦、I. 万·豪敦-格勒内费尔德、T. 赫雷爾斯在帕洛马山发现了此天体。
該小行星以波蘭裔美國天文學家克日什托夫·瑟科夫斯基（Krzysztof Serkowski）命名。
这颗小行星的绝对星等为11.74262462990896等。